# Coût d'exploitation
Un coût d'exploitation peut être décrit comme les frais associés à l'exploitation d'une activité, d'un appareil, d'un composant d'une pièce d'équipement ou d'une installation. 